# Jagatjit Singh
Jagatjit Singh Sahib Bahadur (Kapurthala, 24 novembre 1872 – Mumbai, 19 giugno 1949) fu l'ultimo Raja-i Rajgan e l'unico maharaja di Kapurthala dal 1877 al 1947.

## Biografia
Jagatjit Singh era figlio di Kharak Singh Sahib Bahadur, Raja-i Rajgan di Kapurthala, e gli succedette al trono alla prematura scomparsa del padre nel 1877 quando aveva appena cinque anni di età e perciò fu posto sotto la reggenza della madre, Rani Anand Kaur Sahiba. Egli assunse i pieni poteri il 24 novembre del 1890 e venne ufficialmente incoronato nel palazzo reale di Kapurthala.
Il suo regno fu pacifico e segnato dall'assenza o quasi di conflitti interni ed esterni, mentre il suo ruolo divenne primario proprio nell'amministrazione dei territori indiani nell'ambito dell'India coloniale britannica. Egli divenne infatti rappresentativo degli indiani all'assemblea dell'ONU di Ginevra nel 1926, 1927 e 1929. Per il buon governo e i rapporti con gli altri stati indiani egli godette di amicizia personale con due regnanti in particolare, Kanthirava Narasimharaja Wodeyar, re di Mysore, e di Sayaji Rao Gaekwad III, maharaja di Baroda.
Poco prima della sua morte la situazione generale degli stati dell'ex India britannica era ormai all'ultimo capitolo della sua storia ed egli venne costretto a lasciare il proprio trono il 15 agosto 1947. Egli morì poi a Kapurthala il 19 giugno 1949 e dopo di lui non venne eletto alcun successore alla carica di maharaja e Kapurthala divenne uno degli stati annessi alla repubblica indiana.

## Matrimoni
Il maharaja Jagatjit Singh si sposò sei volte:
- La prima volta fu il 16 aprile 1886 con la Maharani Harbans Kaur Sahiba, figlia del Mian Ranjit Singh Guleria di Paprola.
- In seconde nozze egli sposò la Rani Parvati Kaur Sahiba, una principessa della famiglia del Rajput Katoch di Kangra, figlia di un Sardar.
- Alla morte di questa si sposò in terze nozze con la Rani Lakshmi Kaur Sahiba, una principessa di una famiglia del Rajput Bushahr (che morì nel settembre 1959 a Kapurthala).
- In quarte nozze egli sposò la Rani Kanari Sahiba, figlia del Dewan di Jubbal.
- Il quinto matrimonio, celebrato il 28 gennaio 1908, lo portò al matrimonio con la Rani Prem Kaur Sahiba [nata Ana María Delgado Briones], (nata nel 1890 a Malaga, in Spagna e morta il 7 luglio 1962), figlia di Ángel Delgado de los Cobos e di sua moglie María Candelaria Briones.
- Il ultimo matrimonio (il sesto) risale al 1942 quando sposò la Rani Tara Devi Sahiba [nata Eugenia Maria Grossupova], attrice, figlia naturale di un Conte Ceco e di Nina Maria Grossupova. Ella si suicidò saltando dal Qutub Minar di Delhi.